# Попово (Тржич)
Попово (словен. Popovo) — поселення в общині Тржич, Горенський регіон, Словенія. Висота над рівнем моря: 575,3 м.